# Irish League 1972-1973
L'Irish League 1972-1973 è stata la 72ª edizione della prima divisione del campionato nordirlandese di calcio.
Il campionato era formato da dodici squadre e il Crusaders vinse il titolo. Non vi furono retrocessioni perché ebbero tutte gli stessi punteggi.

## Classifica finale
| Pos. | Squadra          | G  | V  | N | P  | GF | GS | Punti |
| ---- | ---------------- | -- | -- | - | -- | -- | -- | ----- |
| 1    | Crusaders        | 22 | 14 | 4 | 4  | 50 | 22 | 32    |
| 2    | Ards             | 22 | 13 | 5 | 4  | 49 | 22 | 31    |
| 3    | Portadown        | 22 | 12 | 5 | 5  | 37 | 27 | 29    |
| 4    | Coleraine        | 22 | 13 | 2 | 7  | 51 | 31 | 28    |
| 5    | Linfield         | 22 | 12 | 3 | 7  | 38 | 29 | 27    |
| 6    | Glenavon         | 22 | 10 | 3 | 9  | 33 | 28 | 23    |
| 7    | Distillery       | 22 | 9  | 4 | 9  | 40 | 47 | 22    |
| 8    | Glentoran        | 22 | 9  | 3 | 10 | 48 | 40 | 21    |
| 9    | Ballymena United | 22 | 7  | 5 | 10 | 26 | 35 | 19    |
| 10   | Bangor           | 22 | 5  | 8 | 9  | 28 | 32 | 18    |
| 11   | Cliftonville     | 22 | 3  | 1 | 18 | 18 | 66 | 7     |
| 12   | Larne            | 22 | 2  | 3 | 17 | 28 | 67 | 7     |

G = Partite giocate; V = Vittorie; N = Nulle/Pareggi; P = Perse; GF = Goal fatti; GS = Goal subiti; 